# 제18회 일본 참의원 의원 통상선거
제18회 일본 참의원의원 통상선거는 1998년 7월 12일에 시행된 일본 참의원의원의 선거이다.

## 선거 정보

### 투표일
- 1998년 7월 12일

## 선거 결과

### 투표율
- 58.8%

### 정당별 획득 의석
| 정당명        | 개선 | 비개선 | 합계 |
| ------------- | ---- | ------ | ---- |
| 여당          | 44   | 59     | 103  |
| 자유민주당    | 44   | 59     | 103  |
| 야당          | 82   | 67     | 149  |
| 민주당        | 27   | 20     | 47   |
| 일본공산당    | 15   | 8      | 23   |
| 공명          | 9    | 13     | 22   |
| 자유당        | 6    | 6      | 12   |
| 사회민주당    | 5    | 8      | 13   |
| 신당 사키가케 | 0    | 3      | 3    |
| 자유연합      | 0    | 1      | 1    |
| 무소속        | 20   | 8      | 28   |
| 합계          | 126  | 126    | 252  |

### 주요 정당
| - 자유민주당 - 103석 | 총재 하시모토 류타로 | 간사장 가토 고이치 |

| - 민주당 - 47석 | 대표 간 나오토 | 간사장 하다 쓰토무 |

| - 일본공산당 - 23석 | 중앙위원회의장 미야모토 겐지 | 간부회 위원장 후와 데쓰조 | 서기국장 시이 가즈오 |

| - 공명 - 22석 | 대표 하마요쓰 도시코 | 간사장 쓰루오카 히로시 |

| - 자유당 - 12석 | 당수 오자와 이치로 | 간사장 노다 다케시 |

| - 사회민주당 - 13석 | 당수 도이 다카코 | 간사장 이토 시게루 |

| - 신당 사키가케 - 3석 | 대표 다케무라 마사요시 | 간사장 소노다 히로유키 |

| - 자유연합 - 1석 | 대표 도쿠다 도라오 | 간사장 이시이 이치지 |

## 선거 이후
- 의석이 크게 줄어든 책임을 지고 하시모토 류타로 내각이 총사직했다. 이후 수립된 오부치 게이조 내각은 과반수에 미치지 못한 참의원의 대책에 고심하다가 연립을 모색하게 된다.
- 의석을 획득하지 못한 신당 사키가케는 ‘사키가케’로 개칭하면서, 사실상 해산한 격이 되었다.